# Yōta Fujii
Yōta Fujii (japanisch 藤井 葉大 Fujii Yōta; * 16. Januar 2006 in der Präfektur Yamaguchi) ist ein japanischer Fußballspieler.

## Karriere
Yōta Fujii erlernte das Fußballspielen in der Jugend des Seizan FC sowie in der Schulmannschaft der Iizuka High School. Seinen ersten Vertrag unterschrieb er am 1. Februar 2024 bei Fagiano Okayama. Der Verein aus Okayama spielte in der zweiten Liga, der J2 League. In seiner ersten Profisaison bestritt er vier Zweitligaspiele. Am Ende der Saison 2024 belegte er mit Okayama den fünften Tabellenplatz und qualifizierte sich somit zu den Aufstiegsspielen zur ersten Liga. Hier konnte man sich im Finale gegen Vegalta Sendai durchsetzen und stieg somit in die erste Liga auf. Nach dem Aufstieg wechselte er im Februar 2025 auf Leihbasis zum Drittligisten Kamatamare Sanuki